# Abraham Bosschaert
Pour les articles homonymes, voir Bosschaert.
Abraham Bosschaert (né v. 1612 et mort après 1635) est un peintre néerlandais, fils d'Ambrosius Bosschaert (1573-1621) dont il continue le style de composition de tableau de bouquet, en y ajoutant de même la figuration de lépidoptères (tel le Vulcain).

## Œuvres

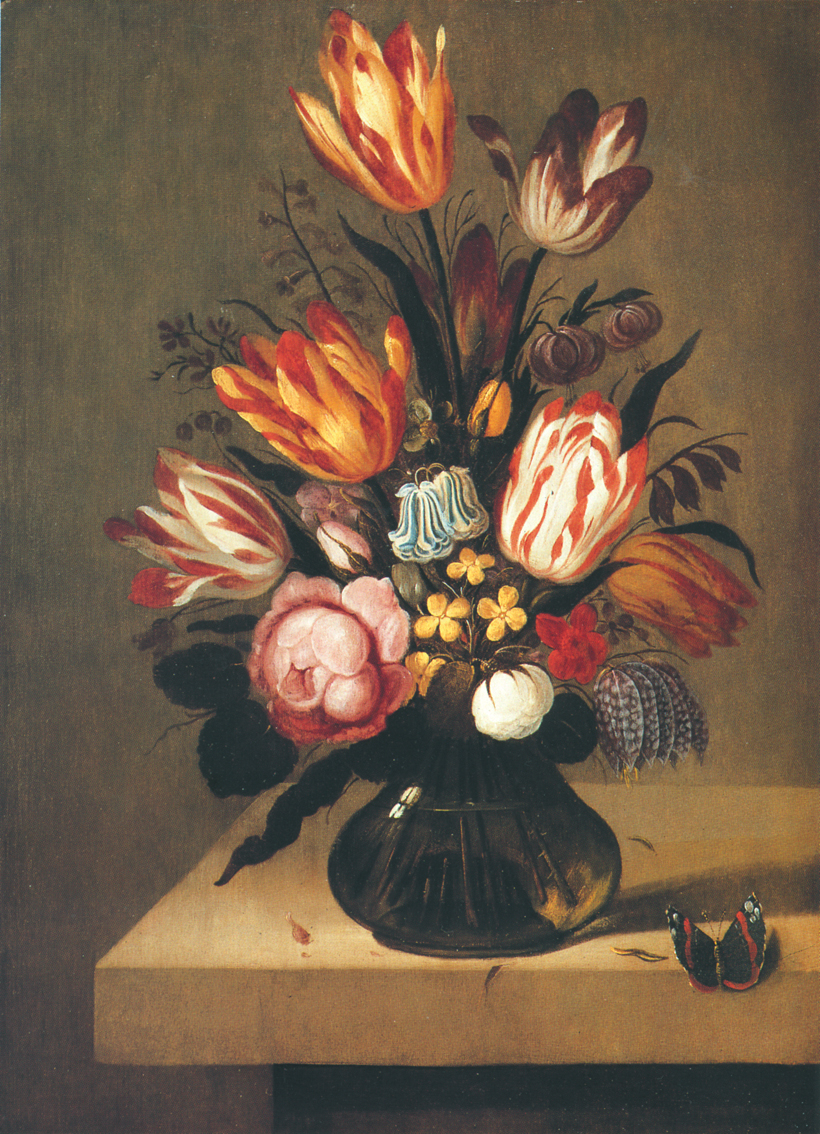
Bouquet de fleurs sur un entablement